# You and Idol Precure
You and Idol Precure (キミとアイドルプリキュア♪, Kimi to Aidoru Purikyua♪) est une série télévisée animée japonaise de magical girl produite par Toei Animation, présentée comme la vingt-deuxième série de la franchise Pretty Cure. Sa diffusion commence le 2 février 2025 à la télévision japonaise.

## Synopsis
Uta Sakura est une élève de deuxième année de collège.
Un jour, elle rencontre Purirun pour chercher les sauveuses légendaires Idol Precure.
Mais, le monde natal de Purirun a été sombré par Darkine, chef de la bande Chokkiri.
L'éclat des gens de la ville a été volé par la bande Chokkiri, Uta s'attache sa détermination et 
se transforme en sauveuse légendaire: Cure Idol.

## Personnages
| Transformation Cures                | Première transformation (épisode) | Véritable identité | Voix originale   |
| ----------------------------------- | --------------------------------- | ------------------ | ---------------- |
| Cure Idol (キュアアイドル)          | 1                                 | Uta Sakura         | Misato Matsuoka  |
| Cure Wink (キュアウインク)          | 3                                 | Nana Aokaze        | Minami Takahashi |
| Cure Kyun-Kyun (キュアキュンキュン) | 7                                 | Kokoro Shigure     | Natsumi Takamori |
| Cure Zukyoon (キュアズキューン)     | 17                                | Purirun            | Yoshino Nanjo    |
| Cure Kiss (キュアキッス)            | 17                                | Meroron            | Miharu Hanai     |

## Liste des épisodes
| No | Titre français | Titre japonais                                      | Titre japonais | Date de 1re diffusion |
| No | Titre français | Kanji                                               | Rōmaji | Date de 1re diffusion |
| -- | -------------- | --------------------------------------------------- | --- | --------------------- |
| 1  |                | キラッキランラン♪キュアアイドルデビュー!            | Kirakki ranran! Kyua Aidoru Debyū! (Kirakki Ranran ! Cure Idol, début de sa carrière !)                                        | 2 février 2025        |
| 2  |                | 私、バズっちゃってる!?                              | Watashi, bazucchatteru!? (Est-ce que je deviens viral ?!)                                                                      | 9 février 2025        |
| 3  |                | 勇気を出して♪キュアウインクデビュー!                | Yūki o dashite! Kyua Uinku Debyū! (Sois courageuse ! Cure Wink, début de sa carrière !)                                        | 16 février 2025       |
| 4  |                | レジェンドアイドル!?響カイト                        | Rejendo Aidoru!? Hibiki Kaito (Un idol légendaire ?! Kaito Hibiki)                                                             | 23 février 2025       |
| 5  |                | マネージャーさん、ついちゃった！                    | Manējā-san, Tsuichatta! (On a un manager !)                                                                                    | 2 mars 2025           |
| 6  |                | 心キュンキュンしてます!?                            | Kokoro Kyun-Kyun shitemasu!? (Son cœur fait Kyun-Kyun ?!)                                                                      | 9 mars 2025           |
| 7  |                | 心おどる♪キュアキュンキュンデビュー!                | Kokoro odoru. Kyua Kyun-Kyun Debyū! (Son cœur danse ! Cure Kyun-Kyun, début de sa carrière !)                                  | 23 mars 2025          |
| 8  |                | みんなでお泊り!アイドルプリキュア大研究!            | Minna de otomari! Aidoru Purikyua Dai-kenkyū! (Soirée pyjama ! Séance d'étude Idol Precure !)                                  | 30 mars 2025          |
| 9  |                | ななの七不思議！                                    | Nana no Nana Fushigi! (Les sept mystères de Nana !)                                                                            | 6 avril 2025          |
| 10 |                | CDデビュー！アイドルプリキュア！                    | Shīdī Debyū! Aidoru Purikyua! (Le premier disque ! Idol Precure !)                                                             | 13 avril 2025         |
| 11 |                | Trio Dreams                                         | | 20 avril 2025         |
| 12 |                | プリルン大好き♡メロロンがやってきた！               | Purirun Daisuki. Meroron ga yatte kita! (Elle aime Purirun ! Meroron est arrivée !)                                            | 27 avril 2025         |
| 13 |                | フレッフレッ！キラキライト！                        | Fure Fure! Kiraki raito! (Allez ! Allez ! Les KirakiLights !)                                                                  | 4 mai 2025            |
| 14 |                | お母さんへ〜こころからのメッセージ〜                | Okāsan e Kokoro kara no messēji (Cher maman, message par Kokoro)                                                               | 11 mai 2025           |
| 15 |                | ねえたまメロメロ大作戦メロ～！                      | Nē-tama meromero daisakusen merō! (Opération passion a Purirun !)                                                              | 18 mai 2025           |
| 16 |                | 満開！特訓！はなみちタウンフェス！                  | Mankai! Tokkun! Hanamichi Taun Fesu! (Fleuri ! Entraînement special! Festival de Hanamichi Town !)                             | 25 mai 2025           |
| 17 |                | プリルンの決意！キラキランドへ行こう！              | Purirun no Ketsui! Kirakrando e ikō! (La décision de Purirun ! Direction, Kirakiland !)                                        | 1er juin 2025         |
| 18 |                | キミは誰！？ハートズキューンされちゃった♡           | Kimi wa dare!? Hāto Zukyūn sarechatta♡ (Qui es tu ? Ton cœur s'est fait Zukyoon !)                                             | 8 juin 2025           |
| 19 |                | ふたりの誓い♪キュアズキューン&キュアキッスデビュー! | Futari no chikai. Kyua Zukyūn ando Kyua Kissu Debyū! (Serments des duos ! Cure Zukyoon et Cure Kiss, début de ses carrières !) | 15 juin 2025          |
| 20 |                | プリ～！思い出さがしのピクニック！                  | Purī! Omoide sagashi no Pikunikku! (Pique-nique à la recherche des souvenirs !)                                                | 22 juin 2025          |
| 21 |                | とびっきり！キセキのユニゾン！                      | Tobikkiri! Kiseki no Yunizon! (Extraordinaire ! L'unison miraculeux !)                                                         | 29 juin 2025          |
| 22 |                | アイドルプリキュアVSズキューンキッス！？            | Aidoru Purikyua tai Zukyūn Kissu!? (Idol Precure contre Zykyoon Kiss ?!)                                                       | 6 juillet 2025        |
| 23 |                | これが私のサイン！                                  | Kore ga watashi no Sain! (Ceci est ma signature !)                                                                             | 13 juillet 2025       |
| 24 |                | タナカーンの夏やすみ！                              | Tanakān no natsuyasumi! (Les vacances d'été de Tanakhan !)                                                                     | 20 juillet 2025       |
| 25 |                | ひまわり畑でウインクして                            | Himawari-batake de Uinku shite (Clin d'oeil au champ de tournesol)                                                             | 27 juillet 2025       |
| 26 |                | キュンこそものの上手なれ！                          | Kyun koso mono no jōzu nare ! (Son cœur est la clé du succès !)                                                                | 3 août 2025           |
| 27 |                | キュアチューブはじめました！                        | KyuaChūbu hajimemashita ! (On a commencé le CureTube !)                                                                        | 10 août 2025          |
| 28 |                | わんわん！きゅーちゃんと一緒に！                    | Wan wan! Kyū-chan to issho ni ! (Ouaf ouaf ! Ensemble avec Kyu-chan !)                                                         | 17 août 2025          |
| 29 |                | メロロンのともだち                                  | Meroron no tomodachi (L'ami de meroron)                                                                                        | 24 août 2025          |

## Production
Le 29 novembre 2024, le bureau des brevets du Japon révèle le dépôt d'une licence et d'un logo pour le titre You and Idol Precure, par Toei Animation.